# Otobe, Hokkaidō
Otobe (乙部町 Otobe-chō) là thị trấn thuộc huyện Nishi, phó tỉnh Hiyama, Hokkaidō, Nhật Bản. Tính đến ngày 1 tháng 10 năm 2020, dân số ước tính thị trấn là 3.403 người và mật độ dân số là 21 người/km2. Tổng diện tích thị trấn là 162,55 km2.